# Meczet Uwajsa al-Karaniego
Meczet Uwajsa al-Karaniego (arab. ‏مسجد أويس القرني‎) – zniszczony meczet z miejscem pochówku dwóch towarzyszy Mahometa którymi byli Ammar ibn Jasir i Uwajs al-Karani, późniejszy święty suficki, polegli w bitwie pod Siffin walcząc po stronie Alego.
Budowa meczetu była wspólną inicjatywą prezydenta Syrii, Hafiza al-Asada i przywódcy Iranu, Ruhollaha Chomejniego. Następnie patronat nad jego ukończeniem objęli Baszszar al-Asad i Mohammad Chatami. Plany architektoniczne rozrysowano w 1988 roku, budowę ukończono w 2003. Od momentu wybuchu wojny w Syrii, kompleks sakralny znacznie ucierpiał. W 2013 roku meczet został zdewastowany i poważnie uszkodzony, a groby otwarte, przez sunnicką antyrządową milicję o nazwie Al-Muntasirin Billah (pl. Zwycięzcy Boga). Trzy lata później, ta sama milicja stała się oficjalnie częścią Al-Ka’idy w Syrii. W 2014 roku po zajęciu miasta przez tzw. Państwo Islamskie, ocalałe budynki kompleksu zostały wysadzone.